# Otto Buchinger
Otto Buchinger (Darmstadt, 1878. február 16. - Überlingen, 1966. április 16.)  német orvos, a róla elnevezett böjtterápia népszerűsítője.
Németországban, Darmstadtban született. Orvosként végzett az egyetemen, majd katonaorvosként dolgozott a német haditengerészetnél. 1918-ban súlyos reumás ízületi megbetegedése miatt leszerelték. Egy orvos kollégája tanácsára több hetes böjtkúrába kezdett. Böjtjének tizenkilencedik napja után állapota rohamos javulásnak indult. Hamarosan ismét képes volt nyomorék ujjait kiegyenesíteni.
Ezután fordult teljes érdeklődésével és lelkesedésével a böjt, mint gyógymód felé. Komoly kutatásokba kezdett és 1920-ban megalapította a Buchinger Böjt-Szanatóriumot Witzenhausenban, ahova nemsokára már a világ minden részéről érkeztek hozzá betegek. Ez a "Szanatórium" kezdetben még a saját házában berendezett szoba volt. Terápiájával hatalmas sikereket ért el, így később 1935-ben Bad Pyrmontban megalapította első, igazi szanatóriumát. Ugyanebben az évben jelent meg legjelentősebb könyve A gyógyböjt és a kiegészítő módszerek (Das Heilfasten und seine Hilfsmethoden als biologischer Weg), amelyet azután többször is kiadtak, Németországban jelenleg[mikor?] a 24. kiadásnál tart.

## Buchinger-böjt
A Buchinger-böjtben a bevezető átmeneti napok után a böjtölők fogyaszthatnak zöldség- és gyümölcsleveket, ásványvizet, gyógynövényteát és kevés mézet. Európa több országában is nyílt Buchinger böjtklinika vagy szanatórium, ahol a kezelés így foglalható össze: A böjt időtartama 2-4 hét. Általában 4 hetet ajánlanak ezeken a böjtklinikákon, ahol erre specializálódott személyzet dolgozik. A böjt alatt gyógyteák (orvosi székfű, édeskömény, citromfű), zöldséglé, ásványvíz, kevés gyümölcslé fogyasztása, a dohányzás, az alkohol, a kávé, az édességek elhagyása, bélrendszertisztítás (glaubersóval, keserűsóval). A böjt melletti kiegészítő módszerek a gimnasztika, edzésprogramok, légzés- és mozgásfejlesztő gyakorlatok, szauna, masszázs, vízkúra (Kneipp-kúrák), májpakolás, pszichoterápia, alkotói tevékenységek tanulása, a megtanult terápiák beépítése a kezelés utáni időszakba, átvezetés a teljes értékű táplálkozásra.